# Andreina Gómez
Andreina Gómez (Caracas, 18 de Abril de 1981) é uma cineasta venezuelana, etnologista, e fundadora da Salinas Producciones C.A. Seus documentários apresentam temas culturais e etnológicos descobertos em sua pesquisa, com seu principal trabalho focado na música. Ela é conhecida por seu trabalho como produtora de Water Drums, um Encontro Ancestral que explorou a influência da música Africana na música Venezuelana. Atualmente está na produção de Teresita y El Piano, um documentário sobre a vida de Teresa Carreño. Suas produções apareceram em vários festivais internacionais de cinema e instituições acadêmicas. Além disso, ela trabalha para promover o alcance cultural através de seus filmes, tanto pela Venezuela como internacionalmente.

## Vida e educação
Andreina Gómez nasceu em Caracas, Venezuela. Obteve seu Bacharelado em Ciências Politicas na Universidade dos Andes (Venezuela) em 2005 e mestrado em Etnologia pela mesma instituição em 2010. Ela também estudou oficinas de escrita de tela e roteiro da GUIONARTE, Escola Criativa na Argentina em 2013 e Escuela Internacional de Cine y Televisión San Antonio de los Baños, Cuba de 2011–2012, lançado no  Centro Nacional Autónomo de Cinematografía em 2010, e animação na Casa América em 2009.[carece de fontes?]

## Carreira
Gómez  trabalhou na produção de dois filmes e cinco series televisivas, totalizando 37 documentários, em sua carreira no cinema.  Seu trabalho frequentemente assume temas internacionais, com filmagens ocorrendo na Venezuela, Colombia, Cuba e Camaroes. O financiamento para seus projetos vêm de diversas fontes, incluindo o Centro Nacional Autónomo de Cinematografía (CNAC) a nivel nacional e internacional. Suas produções foram exibidas em festivais de cinema internacionais, como o Festival Internacional de Berlim na Alemanha, Le Marché du Film - Festival de Filmes de Cannes na França, BAFICI Film Market na Argentina, Guadalajara International Film Festival Market no México, Documentary Markets DocMontevideo no Uruguai, e Ventana Sur-Buenos na Argentina.
Seu primeiro longa-metragem, Water Drums, um Encontro Ancestral  (2008), dirigido por Clarissa Duque, atuou como produtora no nível executivo, geral, campo e etnológico. Liderou esforços para organizar filmes na Venezuela e Camarões com o CNAC, na Venezuela, fornecendo o principal suporte a produção. Na sua estreia no Mali, o embaixador da Venezuela no Mali, Jhony Balza Arismendi, comentou que o filme refletia mais sobre a influência africana na arte e cultura venezuelanas; representou como esses laços culturais sobreviveram as influências coloniais que tentaram quebrar essas raízes.
Em seu segundo longa-metragem, Ajíla, dirigido por Miguel Guédez, também produziu a parte executiva, geral e campo do documentário. Ajíla foi filmado na Venezuela em 2010 e financiado pela CNAC, Venezuela.
Seu trabalho mais recente, Macanao: Pegadas no Tempo, foi uma minissérie documental de quatro partes financiada pelo Ministeério Popular de Educação Superior, Ciência  e Tecnologia-Venezuela: ConCienciaTV. Ela pesquisou, contribuiu para o roteiro e dirigiu. Foi exibido pela primeira vez em Março de 2016.
Agora trabalha no seu longa-metragem de estreia como diretora, Teresita y El Piano.  Este documentário traça a vida e a música da pianista e compositora venezuelana Teresa Carreño, através de sua vida na Venezuela, Cuba, EUA, França, Reino Unido e Alemanha. Com esse esforço ela recebeu financiamento Ibero-American Cinema IBERMEDIA. Esse projeto foi selecionado nas principais clínicas de desenvolvimento do Talent Campus, 2012, Berlinale (Berlinale Talents), Sundance Institute 2014 e um  Summer of 2014 Guide. Sua componia, Salinas Producciones, organizou e apresentou um show que mostra as musicas de Teresa Carreño no teatro Teresa Carreño, localizado em Caracas, em Julho de 2016.
Além disso, trabalha como coordenadora de projetos e campanhas audiovisuais na ONG,  Venezuelan-German International NGO, Fundation Humanit'as, patrocinadas pela Nações Unidas, fundada por sua produtora, Salinas Producciones C.A. localizada no estado Nueva Esparta.[carece de fontes?]

## Filmografia
- Water Drums, an Ancestral Encounter, Feature film, 2008
- Saber Rural, Television series, 2009
- Ajila, Feature film, 2010
- Luisa Cáceres: La heróina de la Resistencia, Animation for television, 2012
- Paraguachoa, Resiste II Parte, Television series, 2013–2014
- Guárama, Television Series, 2014
- Macanao, Footsteps in Time, Television series, 2015